# Воинское кладбище № 16 (Особница)
Воинское кладбище № 16 — Особница (пол. Cmentarz wojenny nr 16 - Osobnica) — воинское кладбище, находящееся на территории села Особница, Ясленский повят, Подкарпатское воеводство. Кладбище входит в группу Западногалицийских воинских захоронений времён Первой мировой войны. На кладбище похоронены военнослужащие Германской и Российской армий, погибшие во время Первой мировой войны 8 мая 1915 года.

## История
Кладбище было построено Департаментом воинских захоронений К. и К. военной комендатуры в Кракове в 1915 году по проекту немецкого архитектора Иоганна Егера. На кладбище площадью 1.382 квадратных метра находится 44 братских и 48 индивидуальных могила, в которых похоронены 238 германских и 65 русских солдат из 33-го Елецкого, 34-го Севского, 35-го Брянского и 36-го Орловского пехотных полков.
В 1990 году кладбище было отремонтировано немецкими добровольцам.

## Описание
Кладбище находится в хорошем состоянии и располагается в середине села Особница. Во время реставрации было сооружено новое ограждение, аналогичное оригинальному и приведена в порядок территория. Одна из стен кладбища представляет собой памятник с барельефом Иисуса Христа, по обе стороны которого находятся надписи на немецком языке:
| WAFFENBRÜDER IN GLÜCK UND NOT SCHULTER AN SCHULTER BIS IN DEN TOD! EUER DIE LIEBE IN DER IHR RUHT — EUER DIE ERDE SIE TRANK EUER BEUT |  | HEILGSTE GÜTER VIELEDEL UND WERT DAS RECHT UND DIE EHRE Z WANGEN ZUM SCHWERT TREUE UM TREUE DU SEGNENDER KRIEG! GLAUBE GAB STÄRKE GOTT GAB DEN SIE! |

## Источник
- Oktawian Duda: Cmentarze I wojny światowej w Galicji Zachodniej. Warszawa: Ośrodek Ochrony Zabytkowego Krajobrazu, 1995. ISBN 83-85548-33-5.
- Roman Frodyma: Galicyjskie cmentarze wojenne, tom I. Beskid niski i Pogórze. Warszawa — Pruszków: Oficyna Wydawnicza «Rewasz», 1995, s. 65. ISBN 83-85557-20-2.